# Rete di accesso
Nelle telecomunicazioni, la rete di accesso è la parte di rete destinata al collegamento fra la sede dei singoli utenti finali fino alla prima centrale di commutazione e più in generale al collegamento tra un utente e il suo provider: i suoi componenti fondamentali sono le portanti fisiche e gli apparati trasmissivi di centrale destinati sia alla distribuzione delle specifiche tipologie di servizio (nodi di accesso) che all'affasciamento dei collegamenti di utente (multiplazione e concentrazione) e al loro trasporto dal nodo di accesso fino al punto di terminazione della rete di trasporto, ovvero la rete che distribuisce il traffico verso i vari provider.
La porzione di rete di accesso che va dalla sede del cliente verso il primo nodo di accesso viene spesso denominata anche con il termine ultimo miglio.

## Reti di accesso per dispositivi fissi

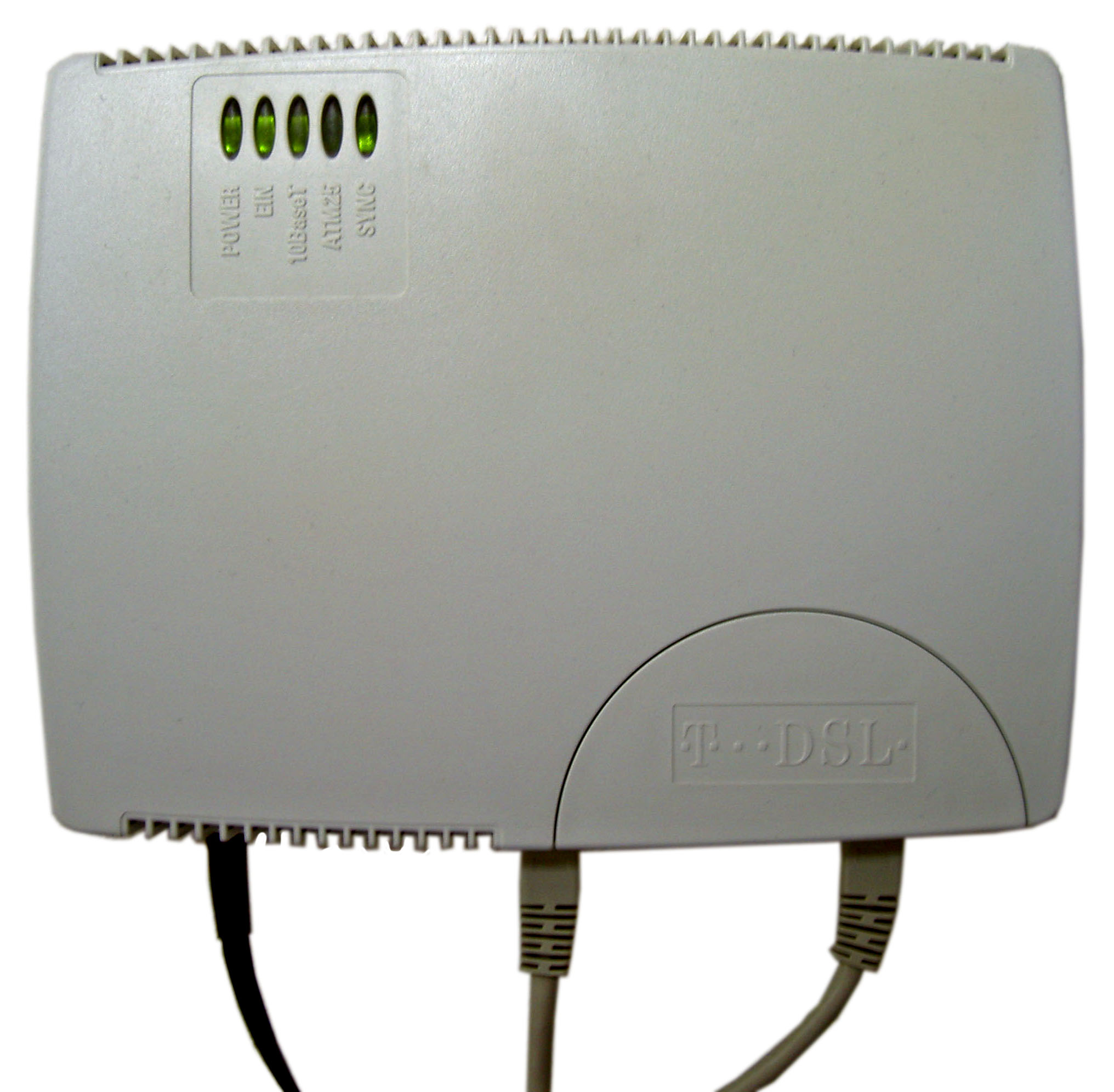
Modem xDSL per l'allacciamento dell'utente finale alla rete di accesso (su rame o fibra ottica)

### Tipologie di collegamenti fisici
Per quanto riguarda la telefonia fissa e più in generale i servizi di telecomunicazione dedicati a dispositivi fissi, a livello di portanti fisiche si distinguono tre tecnologie distinte:
1. Collegamento su cavo in rame (doppino telefonico), caratteristico per i servizi di telefonia analogica (POTS), ISDN, banda larga in modalità xDSL. Su rame sono anche i collegamenti verso i concentratori numerici di primo livello (multiplatori di canali fonici-equivalenti o primo livello di affasciamento PDH a 2 Mb/s).
2. Collegamento su fibra ottica per l'accesso a servizi a banda larga o larghissima (NGN su FTTx).
3. Collegamento via radio, utilizzato prevalentemente nelle aree di scarsissima popolazione o che presentano particolari difficoltà logistiche per accessi di tipo cablato.

### Topologia e modalità di distribuzione
La topologia tipica delle reti di accesso è quella ad albero (o a stella) a struttura gerarchica.
Per l'accesso in voce, a partire dalla terminazione della rete di trasporto (identificabile con la centrale telefonica di area) il flusso di segnale complessivo viene partizionato tramite ripartitori e commutatori e inviato verso le relative centraline di distribuzione (rete di accesso primaria) dove, tramite armadi ripartilinea, i singoli flussi vengono estratti e trasmessi su cablaggio dedicato verso il singolo utente finale (rete di accesso secondaria). Nel caso in cui si usi la rete su cavo in rame, i servizi di accesso di tipo xDSL vengono multiplati insieme ai servizi di fonia tramite DSLAM.

I vari tipi di connessioni a larghissima banda FTTx in fibra ottica dall'utente finale alla rete di accesso

Per l'accesso ottico, la terminazione della rete di trasporto è identificata con il POP primario, dove vengono estratti i flussi provenienti dalla rete di trasporto, differenziati tra flussi dati (tipicamente su IP) e flussi di fonia per essere poi inviati su anelli ottici metropolitani a bassa capacità (tipicamente basati su trasporto SDH di tipo STM-1, ossia a 155 Mb/s per servizi misti fonia-dati, oppure su anelli Gigabit Ethernet ottici nel caso di servizi puramente di dati) verso la sede di destinazione che affascia i flussi di tutti gli utenti finali. Nel caso di servizi misti su SDH, i flussi informativi vengono terminati su un dispositivo di rete (CPE, Customer Premise Equipment) in grado di separare ed estrarre il flusso dati, tipicamente IP su Ethernet, dal flusso di fonia. Il flusso dati può essere collegato direttamente alle rete locale del cliente (tramite per esempio un router o un gateway) mentre i flussi fonia possono essere collegati direttamente al PABX o al centralino dell'utente. Nel caso di servizi puramente dati su Gigabit Ethernet, la distribuzione verso i singoli destinatari avviene tramite switch e/o hub Ethernet locali.
Per l'accesso via radio, la distribuzione avviene tramite stazioni di area (stazioni Master) che svolgono un ruolo analogo alla centrale telefonica di area e che ripartiscono i flussi verso le stazioni periferiche, che agiscono da punti di distribuzione secondaria verso le stazioni base (Base station) a cui sono infine collegati i terminali dei singoli utenti. I tipi di servizi che si possono distribuire sono funzione della capacità del sistema radio. I sistemi a banda stretta (con portante inferiore ai 10 GHz) vengono usati per l'accesso in voce, mentre i sistemi a banda larga (con portante superiore a 10 GHz) possono convogliare anche servizi di tipo video e IP.

### Protocolli di accesso
I protocolli di accesso alla rete sono funzione del tipo di servizio. I protocolli più usati sono tipicamente:
- POTS e VoIP per la telefonia tradizionale (servizi voce)
- PSTN e ISDN per l'accesso in fonia e ai dati a bassa capacità di banda
- xDSL ed Ethernet per l'accesso dati ad alta velocità e ad alta capacità di banda
- WI-FI per l'accesso radio a larga banda

## Rete di accesso per dispositivi mobili

Il logo dei dispositivi Wi-Fi di accesso radio tra utente finale e rete di accesso

Per quanto riguarda la telefonia mobile, la rete di accesso è costituita essenzialmente da una rete di stazioni radio ricetrasmittenti (stazioni base) disposte in modo da coprire aree di territorio tra di loro adiacenti (celle), garantendo così la continuità di copertura radio anche a fronte di spostamenti dell'utente finale. I segnali inviati dalla stazioni base vengono poi raccolti da una stazione centrale verso cui confluiscono i segnali di più celle adiacenti, per poi convogliarli verso la rete di trasporto vera e propria.
A seconda del tipo di tecnologia mobile utilizzata, cambiano i dispositivi usati per l'accesso (di tipo analogico nel caso della telefonia mobile di prima generazione, di tipo digitale con trasporto su ATM e successivamente Ethernet per le generazioni successive), le caratteristiche di modulazione del segnale radio e le modalità di accesso alla rete.
A livello urbano, con l'affermarsi di nuove famiglie di dispositivi portatili non legati a servizi strettamente telefonici, come i touchpad e in parte gli smartphone, sta evolvendo una rete di accesso di tipo dati basata su tecnologie radio a bassa potenza e quindi a portata limitata, come il Wi-Fi e il Wi-Max. Le singole stazioni terminali (hot spot) raccolgono il traffico degli utenti locali che viene poi convogliato direttamente o verso la rete di accesso cablata o verso la rete di accesso mobile.

## Procedura di accesso

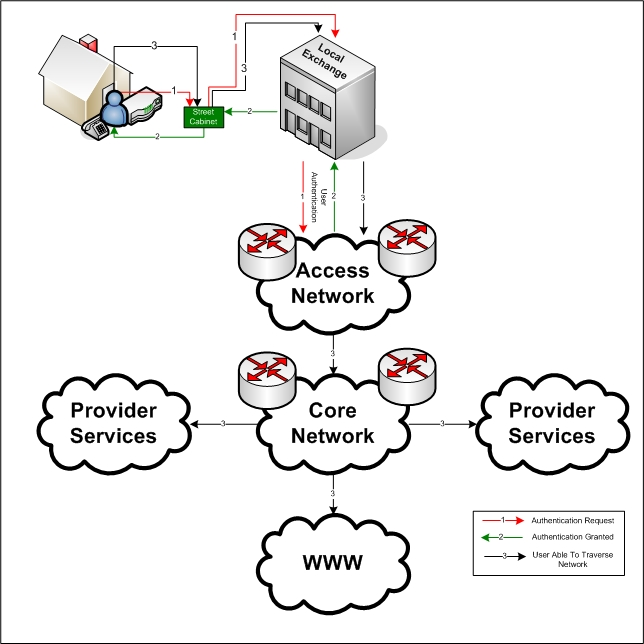
Esempio di meccanismo di autenticazione di utente

L'impiego dei servizi di rete da parte di un utente inizia con una richiesta di accesso. Questa è la fase in cui uno o più utenti interagiscono con il sistema di comunicazione per avviare uno scambio di informazioni. La richiesta di accesso prevede che l'originatore della richiesta sia riconosciuto o riconoscibile e che sia autorizzato ad utilizzare il servizio richiesto. La riconoscibilità può essere implicita (per esempio, un abbonato a una linea telefonica fissa è riconosciuto e riconoscibile tramite il suo numero di telefono e tramite l'associazione di tale numero a dati anagrafici e di fatturazione) oppure esplicita (per esempio, accessi a servizi internet che richiedono l'inserimento o l'invio di credenziali personali tipo nome utente e password prima di attivare la navigazione o lo scambio di dati).
Una richiesta di accesso può avere esito positivo oppure negativo. Nel primo caso, l'utente o gli utenti coinvolti nel servizio richiesto possono procedere allo scambio di informazioni desiderato, mentre nel secondo caso questo non può avvenire. I motivi per cui una richiesta di accesso può avere esito negativo (denial of service) sono molteplici:
1. Indisponibilità momentanea delle risorse richieste (per esempio, la chiamata verso un numero occupato, operazioni di manutenzione della rete o dei suoi componenti, sovraccarico delle linee eccetera)
2. Mancata o errata identificazione dell'utente
3. Superamento dei limiti di impiego delle risorse stabiliti (per esempio, esaurimento del credito o trasferimento di dati eccedente la quota massima consentita)
4. Blocco amministrativo dell'utente (per esempio per scadenza del contratto)

## Costi e aspetti di mercato
I costi di realizzazione di una rete di accesso, per la sua capillarità e per la necessità di raggiungere direttamente l'utente finale, sono spesso maggiori di quelli della rete di trasporto, specie in caso di messa in opera di nuovi collegamenti o di tecnologie sostitutive dell'esistente e possono quindi costituire un forte vincolo o barriera di ingresso per ogni operatore che volesse entrare nel mercato.
Il fattore costo determina inoltre la differenziazione, da parte degli operatori telefonici, delle tipologie di connessione rispetto alla tipologia di utenza: per esempio, le connessioni su fibra ottica, per l'elevato costo infrastrutturale (escavo, posa di condutture e tombinature, sostituzione dei cablaggi in rame, installazione di derivatori ottici, installazione di apparati di centrale appositi, installazione presso l'utenza finale a livello di singolo edificio e/o appartamento) e per il tipo di servizi forniti, sono destinate prevalentemente a utenze di carattere business (es. aziende), più remunerative, in termini di ripagamento dei costi e di impiego effettivo delle risorse, rispetto alle utenze residenziali.
La rete di accesso può essere proprietà diretta di uno specifico operatore oppure essere proprietà di società terze che affittano o rivendono la rete ai vari operatori telefoni. Nel primo caso, in molte nazioni, per evitare situazioni di abuso di posizioni dominanti e per favorire la concorrenza, sono state adottate normative finalizzate a liberalizzare l'ultimo miglio della rete di accesso per consentirne l'uso da parte di tutti gli operatori di telecomunicazione (il cosiddetto Unbundling Local Loop) e per dare la possibilità di ospitare nelle centraline di raccolta dell'operatore ex-dominante anche apparati analoghi di altri operatori.
Il costo della rete di accesso viene coperto tramite una quota proveniente dalla tariffazione diretta degli utenti finali su varie modalità (contratti a consumo, a credito, flat) e nel caso di mercati non monopolistici dalle quote di affitto o usufrutto richieste ai vari operatori da parte del proprietario o del gestore della rete di accesso. Normalmente, sul costo finale, la parte maggiore viene coperta proprio dalle quote di affitto.

## Altri contesti
Il concetto di rete di accesso viene utilizzato con lo stesso significato anche in altri contesti di rete, come nel caso delle reti di dell'energia elettrica su scala locale.